# Ellina Akimova
Ellina Akimova est une musicienne française d’origine russe, compositrice et pianiste.

## Biographie
Ellina Akimova effectue des études supérieures de musicologie et de piano en Azerbaïdjan. En 1986, elle entre à l’École de danse de l’Opéra de Bakou, puis à celle du théâtre Bolchoï et à l’École-studio du ballet Moïseïev à Moscou.
Depuis 2001 elle exerce à l’École de danse de l'Opéra national de Paris,. Elle y est pianiste accompagnatrice de cours de danse classique, de même qu'au Conservatoire national supérieur de musique et de danse de Paris (CNSMDP), au Centre national de la danse (CND) et au conservatoire du 17e arrondissement de Paris,.

## Discographie
Ellina Akimova  a enregistré plusieurs disques de musique de danse classique ; en 2000, elle commence la collection « la Danse accompagnée » sous le label La Médiaphorie,,.
Par ailleurs, Ellina Akimova interprète deux spectacles sur la scène de l'Opéra Garnier, auparavant représentés sur les scènes du Théâtre national de l'Opéra-Comique :
- Concerto en ré, 2014
- Variations, 2022

## Compositions
Ellina Akimova compose notamment :
- 2001 : Songe austral, neuf essais pour piano
- 2004 : 
  - Le Guildo, compositions et arrangements pour piano 2001-2003,
  - Deux suites pour piano, Camille & la Mouette, l’adaptation de ses musiques de théâtre, La Mouette de Tchékhov et Camille Claudel (2002).
- 2006 : ballet La Reine des neiges d’après le conte de Hans Christian Andersen.